# Богач, Николай Фёдорович
Николай Фёдорович Богач — директор Котовской машинно-тракторной станции Одесской области, Герой Социалистического Труда.

## Биография
Родился 17 октября 1908 года в городе Балта Одесской губернии. Член КПСС.
Окончил Ананьевскую техническую школу (Одесская область) по специальности техника холодного и горячего проката металлов, а позднее Ананьевский механический техникум (1930).
В 1930—1938 годах работал на Тираспольском механическом заводе токарем, затем сменным мастером механического цеха. В 1938—1941 годах механик Котовской машинно-тракторной станции (одесская область). 
Участник Великой Отечественной войны, механик водителя танка КВ в боях на Южном и Юго-Западном фронтах в составе 10-й танковой бригады. Комиссован после тяжёлого ранения. С 25 декабря 1942 года работал на Омской железной дороге.
С апреля 1944 по 1958 год директор Котовской машинно-тракторной станции Одесской области Украинской ССР. В 1958—1968 годах директор Котовской сельхозтехники.
В 1950 году в зоне обслуживания МТС был выращен наивысший в Советском Союзе урожай сахарной свеклы — по 354 центнера с гектара, на площади 1263 гектара, план сбора госзакупок был перевыполнен на 70%. 
Указом Президиума Верховного Совета СССР от 15 октября 1951 года присвоено звание Героя Социалистического Труда с вручением ордена Ленина и золотой медали «Серп и Молот».
Награждён вторым орденом Ленина (1959), орденом Трудового Красного Знамени (1958), двумя орденами Отечественной войны 1-й степени (4.05.1945, 1985), медалями.
Умер 14 сентября 1990 года в Котовске.
Дочь - Кобелева Эвелина Николаевна (дата рождения: 22.12.1934), кандидат биологических наук. Зять - Кобелев
Юрий Константинович (09.03.1931-24.09.2011), доктор сельскохозяйственных наук, селекционер зерновых культур.